# Carlos Condell
Carlos Arnaldo Condell de la Haza (Valparaíso, Región de Valparaíso; 14 de agosto de 1843-Quilpué, Región de Valparaíso; 24 de octubre de 1887) fue un marino y militar chileno, el primero «en ser catalogado como héroe nacional estando aún con vida» en su país.
Como militar, permaneció en la Armada de Chile entre 1858 y 1887, periodo en el que participó en las guerras contra España (1865-1866) ―donde intervino en los combates navales de Papudo y de Abtao― y del Pacífico (1879-1883) ―donde comandó la goleta Covadonga en el combate naval de Punta Gruesa, la cañonera Magallanes en el desembarco y combate de Pisagua, y el monitor Huáscar en los bombardeos del Callao—.
En Chile ha sido conmemorado de diversas maneras: unidades de la Armada chilena, entre otros, llevan su nombre.

## Familia

### Origen
Sus padres fueron el escocés Frederick Condell, un comerciante de la marina mercante entre Perú y Chile, y la piurana Manuela de la Haza, quienes llegaron a Chile en agosto de 1839 y se instalaron en Valparaíso junto con sus dos hijos mayores —su abuelo materno, Manuel de la Haza Martínez, fue un capitán de navío, y sus tíos, Santiago, Pedro, Diego y Antonio de la Haza, estos dos últimos contraalmirantes, y varios de sus primos fueron oficiales de la Marina de Guerra del Perú—. En Chile, la familia aumentó rápidamente: en Valparaíso el 14 de agosto de 1843 nació su sexto hijo, Carlos Arnaldo Condell de la Haza, quien fue bautizado en la iglesia de La Matriz de dicho puerto.
En 1853 su padre murió debido a una fiebre tropical en El Salvador; su madre enfermó de gravedad y, buscando mejoría, se trasladó con algunos de sus hijos al Callao, donde falleció ese mismo año. En 1854 los niños volvieron a Chile —algunas de sus hermanas se quedaron en Perú—, donde el mayor, Federico, se hizo cargo de sus hermanos.

### Estudios
En 1849 ingresó al Colegio de los Sagrados Corazones de los padres franceses, ubicado en el barrio de El Almendral. Tras la muerte de sus padres, en 1854 fue puesto en un colegio inglés de Valparaíso, donde aprendió el idioma de su padre, y en 1858 pasó a la Escuela Naval del Estado.

## Juventud

### La Escuela Naval
El 29 de julio de 1858 ingresó a la Escuela Naval del Estado, dirigida entonces por el oficial de marina francés Jules-Jean Feillet, secundado por su compatriota Anatole Desmadryl. Allí fue uno de los veintiséis cadetes navales que formaron parte del llamado «Curso de los Héroes», todos ellos personajes destacados en la posterior Guerra del Pacífico.
En 1861 se le nombró aspirante y el 15 de julio de ese mismo año egresó de la Escuela Naval con el grado de guardiamarina, comenzando su adiestramiento en el mar. Partió en el vapor Maipú, bajo el mando de Juan Williams Rebolledo, al sur de Chile.

### Guerra contra España

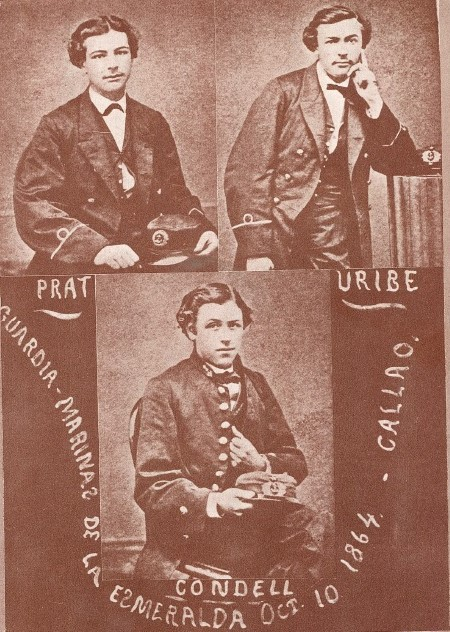
Guardiamarinas Prat, Condell y Uribe, 1864

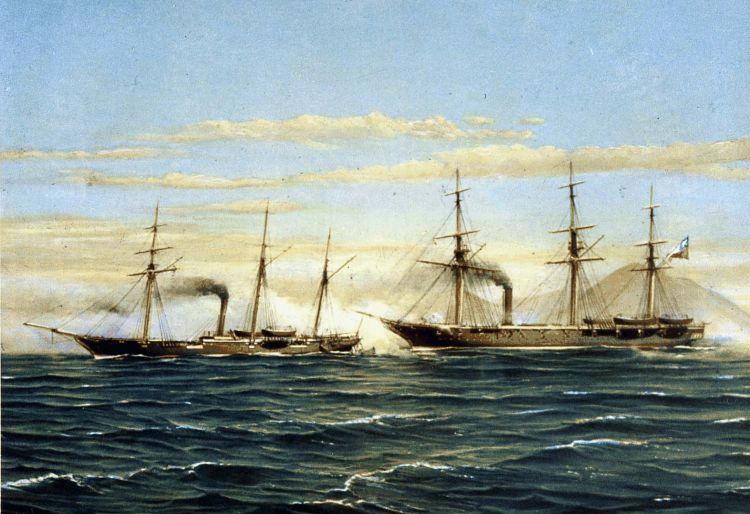
Combate naval de Papudo (Thomas Somerscales)

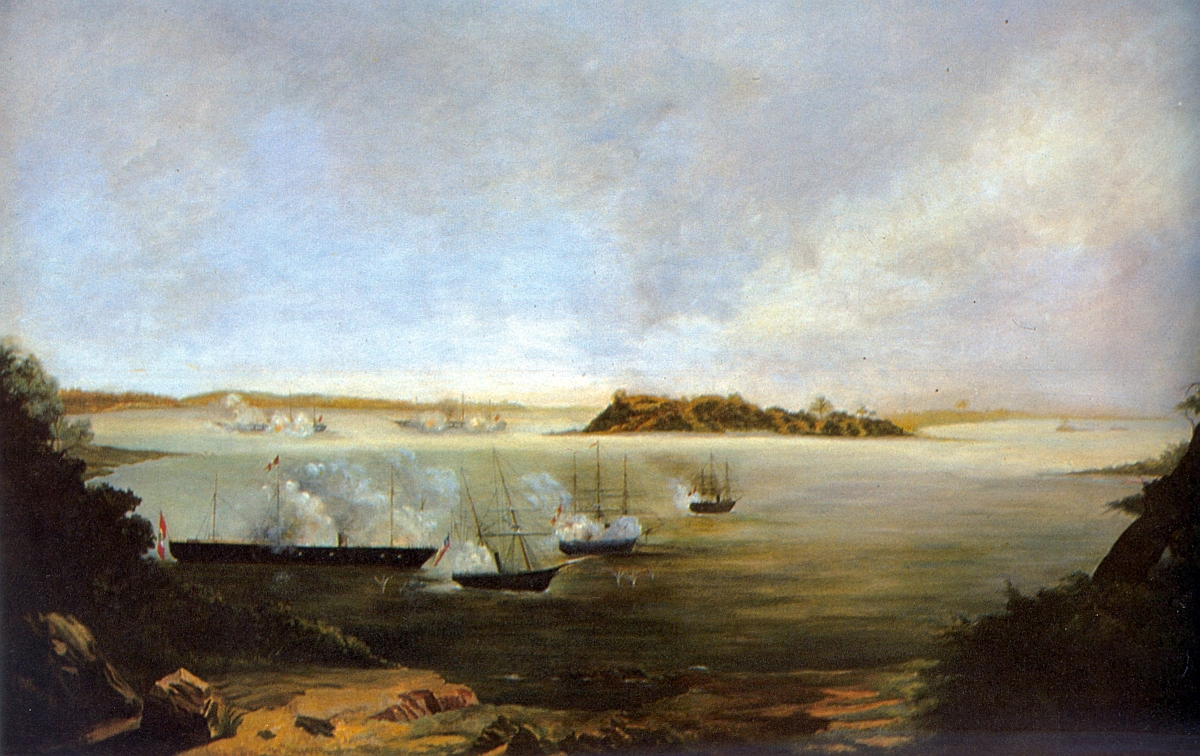
Combate naval de Abtao (autor desconocido)

Entre fines de 1863 y comienzos de 1864, se produjeron incidentes que detonaron la desaprobación chilena a la ocupación de las peruanas islas Chincha por la escuadra española, comandada por el almirante Luis Hernández-Pinzón Álvarez, lo que desembocó en la guerra contra España, declarada el 25 de septiembre de 1865.
Ante el despliegue de los buques españoles, hecho por el vicealmirante José Manuel Pareja —reemplazo de Pinzón— para hostilizar la costa chilena, el capitán de fragata Williams Rebolledo, comandante de la Esmeralda, planeó la recuperación del transporte chileno Matías Cousiño y la captura de la goleta española Covadonga. El 26 de noviembre de 1865, ocurrió el combate naval de Papudo, que se inclinó a favor del bando chileno, que capturó la goleta española. Esto hizo que, por un lado, todos los marineros chilenos partícipes del acto fueran ascendidos en un grado, por lo que Condell se convirtió en teniente segundo; y que, por otro lado, el vicealmirante Pareja se suicidara.
Para compensar la derrota de Papudo, el brigadier de mar Casto Méndez Núñez, entonces comandante de la escuadra española, buscó otro enfrentamiento con las naves aliadas —la declaración de guerra de Chile había sido secundada por Perú el 13 de diciembre de 1865, por Ecuador el 30 de enero de 1866 y por Bolivia el 22 de marzo de 1866—, que ocurrió en las cercanías del archipiélago de Chiloé, en el combate naval de Abtao el 7 de febrero de 1866. El combate consistió en un cañoneo a distancia entre la Covadonga, apoyada por buques peruanos, y las fragatas hispanas Villa de Madrid y Blanca —algunas naves aliadas no participaron o por falta de carbón o por lo rocoso del estuario—. Bajo el mando del capitán de fragata Manuel Thomson, Condell servía entonces en la Covadonga, que resistió el bombardeo español e impactó algunos tiros en la fragata Blanca. Las bajas españolas fueron seis heridos y tres contusos, mientras que en la escuadra aliada los historiadores discrepan sobre el número de bajas: los muertos oscilan entre dos y doce; y los heridos, entre uno y veinte. Por este combate, Condell fue premiado por el gobierno de Bolivia con una medalla de oro.
Finalmente, se firmó un armisticio indefinido entre España y los cuatro aliados el 11 de abril de 1871, y Chile y España firmaron un tratado de paz el 12 de julio de 1883.

## Adultez

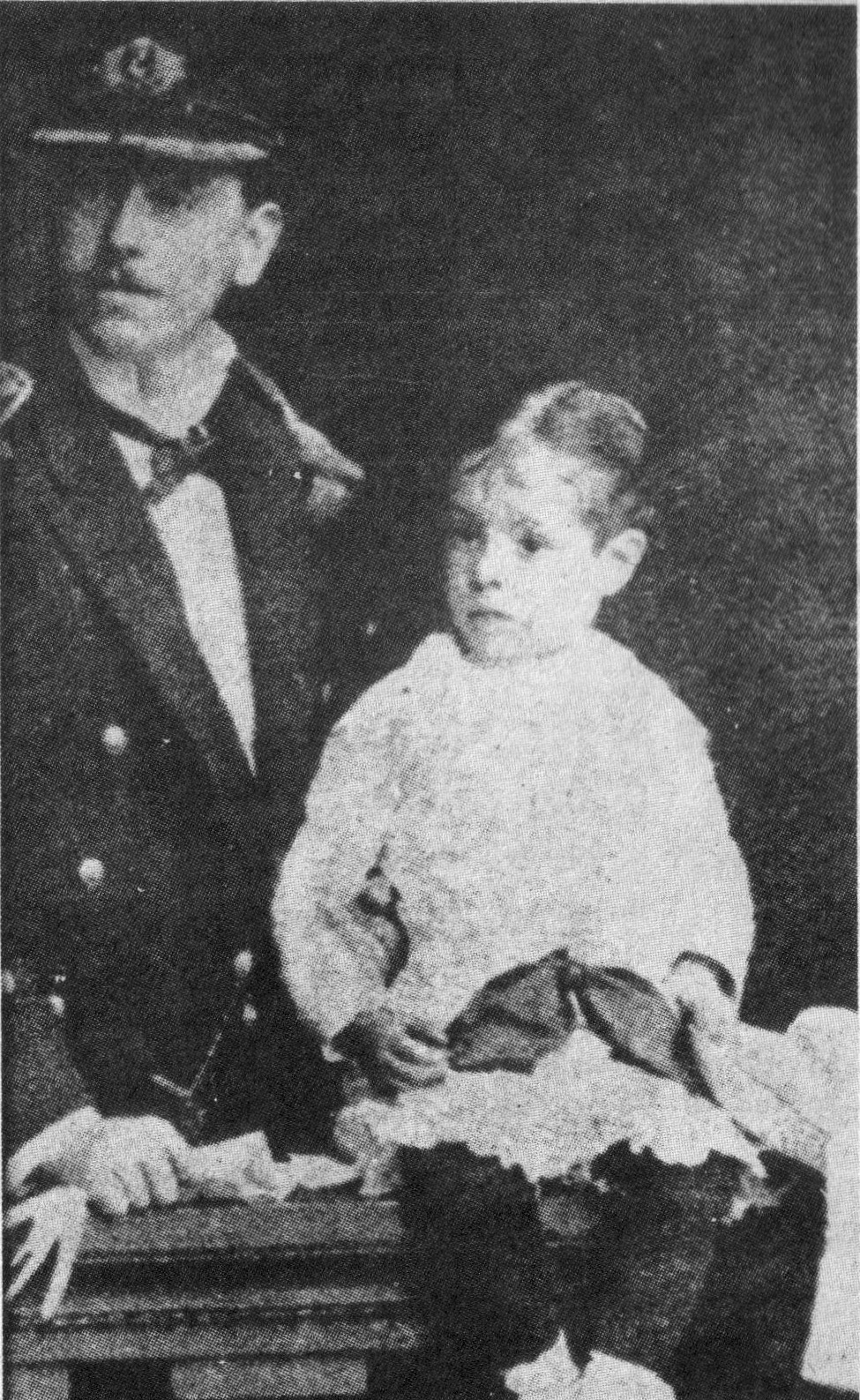
Carlos Condell y una de sus hijas

### Carrera de posguerra
El 5 de abril de 1867 se alejó de la marina y se dedicó al comercio, pero se reintegró al servicio siete meses después con el mismo grado de teniente segundo.
En diciembre de 1868, fue asignado a la corbeta Esmeralda, bajo las órdenes del vicealmirante Manuel Blanco Encalada, encargada de repatriar los restos mortales de Bernardo O’Higgins desde Perú, donde visitó a sus familiares y hermanas radicadas allí. Además de la Esmeralda, sirvió en los buques Maipo, Abtao y Chacabuco. En  1869 ascendió a teniente primero y ayudó al capitán de fragata Enrique Simpson Baeza en el levantamiento de los derroteros y caletas de Los Vilos y sus alrededores. Recorrió el archipiélago de Juan Fernández y el sur de Chile.
En 1872 volvió a dejar la marina para dedicarse a los negocios, pero regresó nuevamente en 1876; sin embargo, perdió su antigüedad y quedó postergado con sus compañeros del «Curso de los Héroes».
A fines de 1876, embarcado en la corbeta de instrucción Esmeralda al mando de Policarpo Toro, Condell viajó en misión a la Isla de Pascua y luego a Tahití. Regresó a Chile en septiembre de 1877, ascendió a capitán de corbeta graduado y fue designado ayudante en la Gobernación Marítima de Valparaíso.

### Hombre de familia
En 1874, durante su segundo periodo fuera de la marina, conoció a Matilde Lemus Valdivieso —la hija de 16 años de Cipriano Lemus y Eleodora Valdivieso—, con quien inició un romance y a quien llamaba cariñosamente «mi negrita adorada». Finalmente, frente a la plaza de la Victoria de Valparaíso, el recién ascendido capitán de corbeta graduado se casó con Matilde en la parroquia del Espíritu Santo el 26 de septiembre de 1877. La pareja tuvo cuatro hijos: Carlos Segundo, Matilde Victoria, María Elena del Carmen y Pascual Héctor Aurelio.

### Guerra del Pacífico

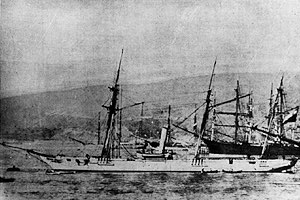
Goleta Covadonga

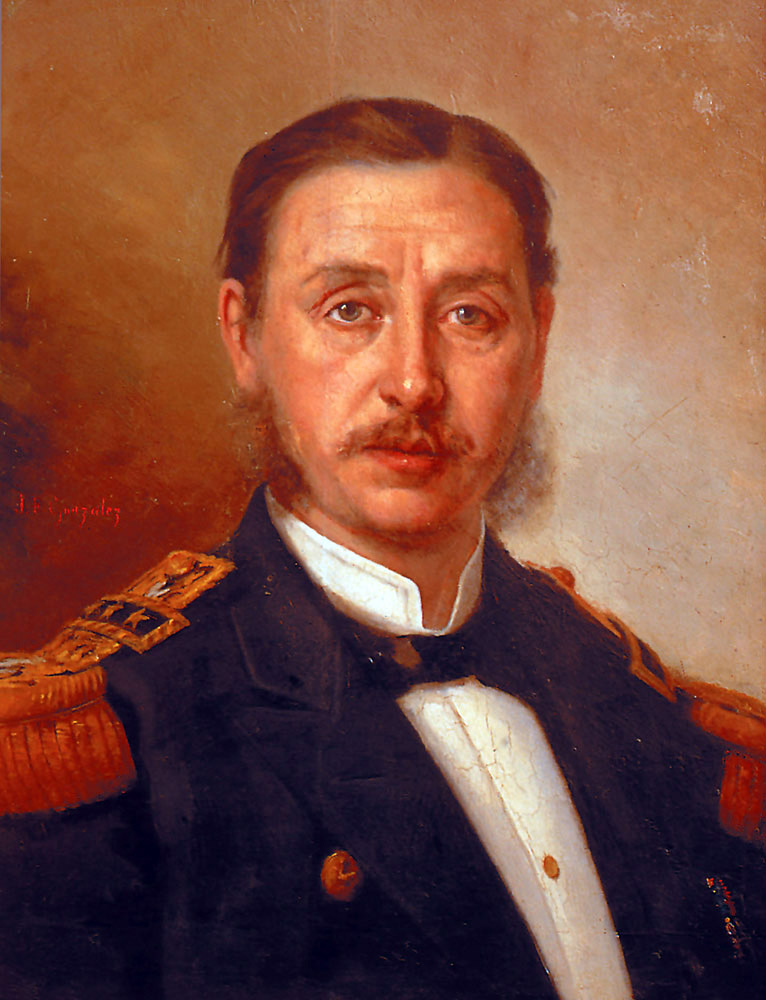
Retrato de Condell por Juan Francisco González

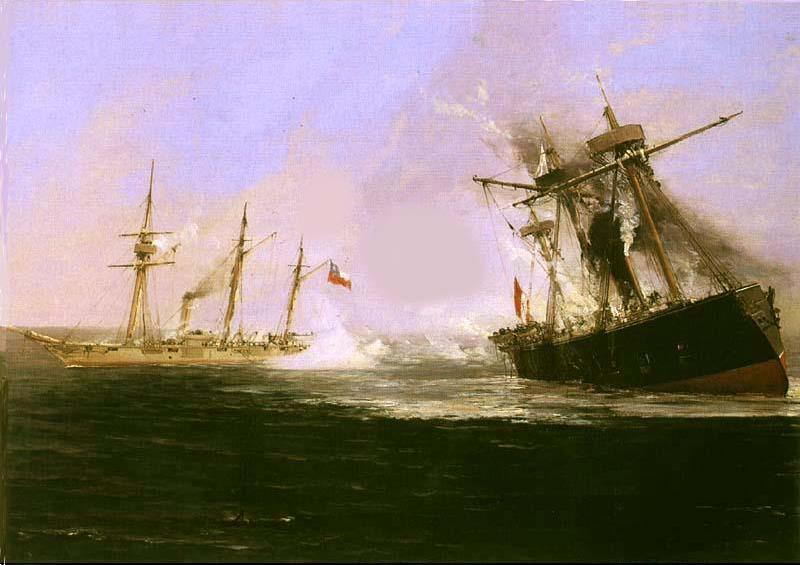
Combate Naval de Punta Gruesa por Thomas Somerscales

Para el 5 de abril de 1879, día de la declaración de guerra de Chile a Bolivia y Perú, Condell fue nombrado comandante de la corbeta Abtao y posteriormente se le entregó el mando de la goleta Covadonga.
El 21 de mayo de 1879, participó en los preámbulos del combate naval de Iquique, y causó a la Armada peruana la pérdida de su buque más poderoso, la fragata blindada Independencia, en el combate naval de Punta Gruesa. La victoria de Condell fue reconocida en el mundo entero, especialmente entre los marinos ingleses. Mientras la Covadonga permanecía en Antofagasta en los primeros días de junio de 1879, Condell visitó la corbeta británica HMS Turquoise, donde le entregaron una reliquia de la Esmeralda, con el siguiente mensaje:

Al bravo comandante Condell:
Los oficiales del buque SMB Turquoise, admirados del glorioso combate de la Esmeralda y la Covadonga, sin ejemplo en los fastos navales, empeñaron sus esfuerzos en hallar el sitio donde la gloriosa Esmeralda sucumbió. Querían encontrar una reliquia que ofrecer al compañero del heroico Prat, caído cuando se hundía su buque al tomar al abordaje a su enemigo.
A nadie mejor que el comandante Condell de la gloriosa Covadonga corresponde ser el depositario de la noble reliquia que hoy le enviamos.

Poco después de este combate, fue ascendido a capitán de fragata y se le designó comandante de la cañonera Magallanes. En este puesto, participó en el desembarco y combate de Pisagua, el bloqueo de Arica y, poco más tarde, en el combate contra las baterías de Arica y el monitor Manco Cápac; y en los bombardeos del Callao, como jefe del monitor Húascar, ya incorporado a la Armada chilena.
En estos ataques, demostró siempre un valor temerario. En uno de ellos, el 10 de mayo de 1880, se acercó a tierra tres mil metros, contrariando las instrucciones que tenía y allí bombardeó la plaza y recibió los fuegos concentrados del enemigo. Su buque recibió tres disparos sobre la línea de flotación. La fragata blindada Blanco Encalada le preguntó por señales: «¿Tiene novedad?» — «Sí, me estoy yendo a pique», contestó. Alarmado, el almirante ordenó que fueran los buzos y llamó al comandante del Huáscar, quien llegó alegre y comunicativo con todos. Cuando el almirante le llamó la atención a la señal repetida que le hizo su buque, le contestó: «Cuando estoy al frente del enemigo, poco me ocupo de los amigos».

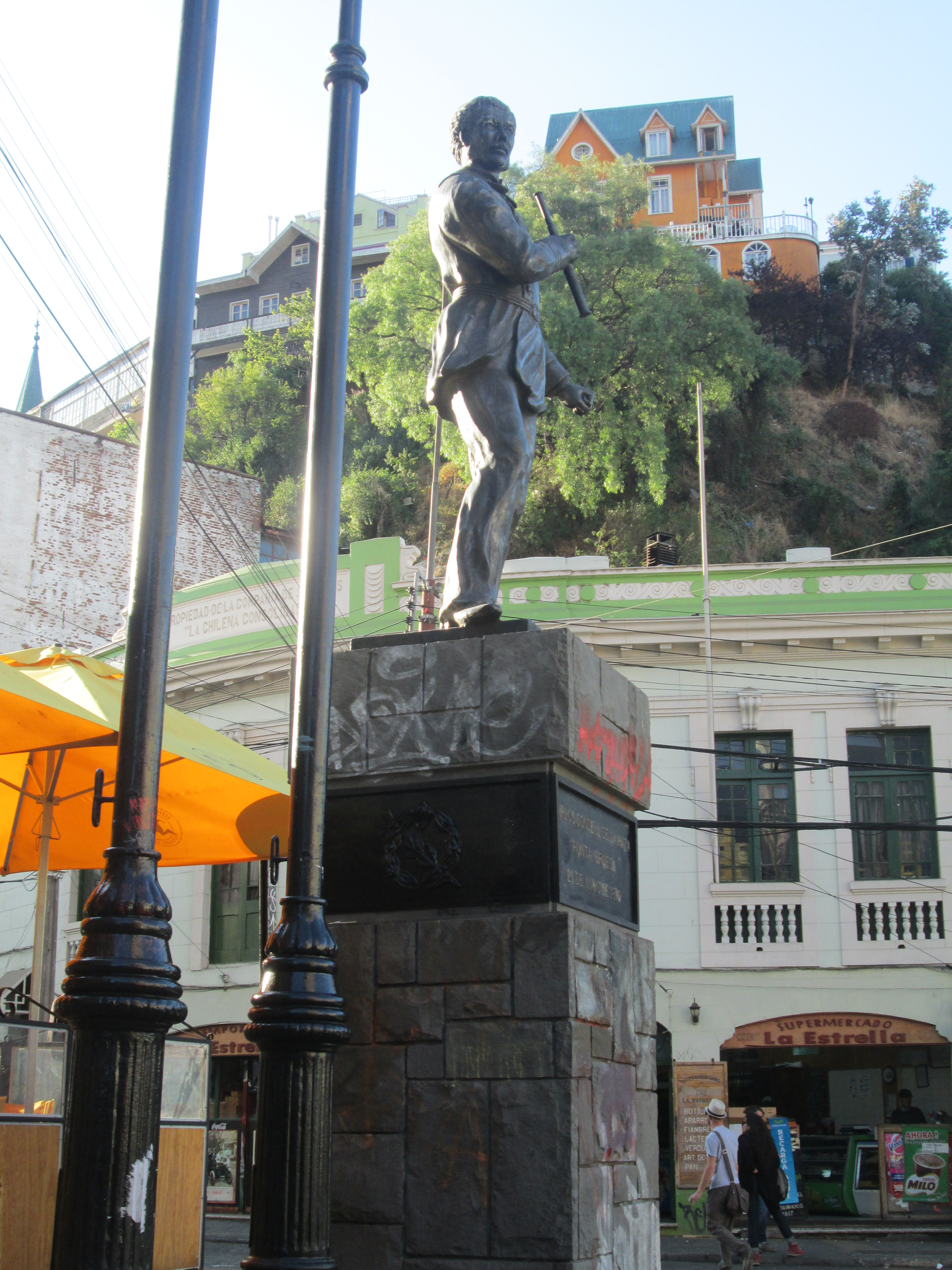
Estatua de Carlos Condell en la plaza Aníbal Pinto, Valparaíso

### Carrera posterior
El 21 de mayo de 1881 ascendió a capitán de navío y en diciembre fue enviado a Europa. Regresó a Chile en 1884, cuando fue agregado al Ministerio de Marina, hasta el 3 de noviembre, cuando se embarcó como comandante de la fragata blindada Cochrane. El 4 de abril de 1887, fue nombrado comandante de la fragata blindada Blanco Encalada, donde asumió la jefatura de la Escuadra chilena por poco tiempo pues enfermó. Ascendió al grado de contraalmirante el 17 de agosto de 1887. Murió en Quilpué el 24 de octubre de ese año. Sus restos fueron llevados el 26 de noviembre a la cripta de los Héroes Navales en Valparaíso.
El 12 de noviembre de 1887, se dictó una ley por la cual se concedió a su viuda una pensión anual equivalente al sueldo de general de brigada y se ordenó imponer anualmente, durante quince años, la suma de dos mil pesos a favor de los cuatro hijos del contraalmirante Condell. El 28 de enero de 1910 se fijó en 10 000 pesos la pensión de su viuda y por ley del 8 de agosto de 1912 se le aumentó a 15 000 pesos.

## Homenajes
Ha sido conmemorado de diversas maneras en Chile, a saber:
- Cuatro unidades de la Armada de Chile han sido bautizadas con su apellido: el cazatorpedero Almirante Condell (1889),[29] el cazatorpedero Almirante Condell (1913),[30] la fragata misilera clase Leander Almirante Condell (1971),[31] y la fragata clase Duke Almirante Condell (1991).[32]
- Invitado por una comisión organizadora, el capitán Condell llegó el 5 de julio de 1879 a la estación de Curicó, donde fue recibido con entusiasmo por unas 6000 personas. A raíz de esta reunión, se le prometió que el cerrillo de Buena Vista pasaría a llamarse cerro Carlos Condell, nombre con que se conoce hoy en día.[33]
- En Curicó el 15 de julio de 1933, se fundó la radio Condell, la tercera más antigua de Chile.[34]
- En Los Vilos, la Primera Compañía del Cuerpo de Bomberos lleva su nombre (1955).[35]
- Ha sido retratado en la pantalla en una ocasión: en la serie televisiva Héroes: Prat, espada de honor (2009), donde fue encarnado por Jorge Becker.[36]